# ميك ووكر (لاعب كرة قدم)
ميك ووكر (بالإنجليزية: Mick Walker)‏ هو مدرب كرة قدم ولاعب كرة قدم بريطاني، ولد في 27 نوفمبر 1940 في بلبر ‏ في المملكة المتحدة. لعب مع نادي كيترينغ تاون ونوتينغهام فورست.

## وصلات خارجية
- ميك ووكر على موقع Soccerbase.com (مدرب) (الإنجليزية)